# Deuterodon longirostris
Deuterodon longirostris és una espècie de peix d'aigua dolça de la família dels caràcids i de l'ordre dels caraciformes.
Els adults poden assolir 9,1 cm de llargària total. Viu en zones de clima tropical a Sud-amèrica: riu Cubatão (Santa Catarina, Brasil).